# 紅白スター対抗大合戦
『紅白スター対抗大合戦』（こうはくスターたいこうだいがっせん）は、東京12チャンネル（現・テレビ東京）ほかで放送されていた演芸番組である。全12回。製作局の東京12チャンネルでは1973年4月5日から同年6月28日まで、毎週木曜 20:00 - 20:56 （日本標準時）に放送。

## 概要
芸能人たちがスタジオで隠し芸を披露していた番組で、男性芸能人5人と女性芸能人5人によるチーム対抗戦形式で行われていた。司会は三波伸介が務めていた。

## 各回の出演芸能人
| 回 | 放送日 （1973年） | 出演者                                                                            |
| -- | ----------------- | --------------------------------------------------------------------------------- |
| 1  | 4月5日            | 森進一、ピーター、奥村チヨ、本郷直樹、山本リンダ、南沙織 ほか                     |
| 2  | 4月12日           | 三善英史、アグネス・チャン、牧村三枝子、五木ひろし、宮史郎とぴんからトリオ ほか   |
| 3  | 4月19日           | 欧陽菲菲、ピーター、牧伸二、金井克子 ほか                                         |
| 4  | 4月26日           | 朱里エイコ、小野ヤスシ、美川憲一、松崎しげる、一谷伸江 ほか                       |
| 5  | 5月3日            | 奥村チヨ、栗田ひろみ、つなき&みどり、伊丹幸雄、コント・ラッキー7 ほか             |
| 6  | 5月17日           | 藤圭子、五月みどり、ケーシー高峰、宮史郎とぴんからトリオ、八代亜紀、早野凡平 ほか |
| 7  | 5月24日           | にしきのあきら、岡崎友紀、小林麻美、小山ルミ、美樹克彦 ほか                       |
| 8  | 5月31日           | 園まり、安倍律子 ほか                                                             |
| 9  | 6月7日            | 由美かおる、大信田礼子、伊丹幸雄、内山田洋とクール・ファイブ ほか                 |
| 10 | 6月14日           | 布施明、黛ジュン、中村晃子 ほか                                                   |
| 11 | 6月21日           | 三田明、山田太郎、麻丘めぐみ ほか                                                 |
| 12 | 6月28日           | ジャッキー吉川とブルー・コメッツ、日吉ミミ、小松政夫 ほか                         |

参考：『日本経済新聞』日本経済新聞社、1973年4月5日 - 同年6月28日付のラジオ・テレビ欄。